# Nimlot B
Đối với những người có cùng tên gọi, xem Nimlot.
Nimlot B, còn được gọi là Nemareth, là một vương tử, tướng quân và tổng đốc sống vào đầu thời kỳ Vương triều thứ 22 trong lịch sử Ai Cập cổ đại.

## Tiểu sử
Nimlot B là người con trai thứ ba được biết đến của pharaon Shoshenq I, sau hai người anh em là pharaon Osorkon I và Đại tư tế Iuput A; mẹ của Nimlot là vương hậu Patareshnes. Patareshnes là con gái của một Đại thủ lĩnh của người Meshwesh không rõ tên, cho thấy bà có xuất thân là người Libya.
Nimlot được vua cha bổ nhiệm làm Tổng chỉ huy quân đội và được giao trấn giữ vùng Herakleopolis (vào khoảng năm 940 TCN). Vào thời điểm đó, Herakleopolis là một vị trí chiến lược quan trọng, vì đó là nơi có thể kiểm soát được toàn bộ khu vực Trung Ai Cập. Ngoài chức vị tướng quân, ông còn được biết đến với danh hiệu "Con trai của vua Ramesses", có lẽ là một danh hiệu dùng để tôn vinh vị pharaon chiến binh nổi tiếng, Ramesses II. Với vai trò là tổng đốc của Herakleopolis, Nimlot rất tận tụy với vị thần địa phương Heryshaf, và ông đã ra lệnh yêu cầu khôi phục lại tập tục hiến tế một con bò hàng ngày cho vị thần này, vốn đã bị quên lãng từ rất lâu.

## Hiện vật
Nimlot B được chứng thực bởi hai chiếc vòng đeo tay bằng vàng nạm ngọc lưu ly được phát hiện tại Sais, hiện nay nằm tại bảo tàng Anh (số hiệu EA 14594-5). Nimlot còn được biết thông qua hai bức tượng: bức tượng khối (không rõ nơi tìm thấy) hiện đang được lưu giữ tại bảo tàng Kunsthistorisches của Vienna (ÄS 5791), và bức tượng quỳ còn lại được Ahmed Kamal tìm thấy tại Leontopolis vào năm 1905, hiện đang được lưu giữ tại bảo tàng Cairo (JE 37956).
Những người tiền nhiệm và kế nhiệm sau đó của Nimlot ở Herakleopolis đều không được biết rõ. Tổng đốc tiếp theo được biết đến của thành phố này là Nimlot C, chắt của vua Osorkon I, người nắm giữ chức vụ này gần một thế kỷ sau đó.